# Nêçîrvan Barzanî

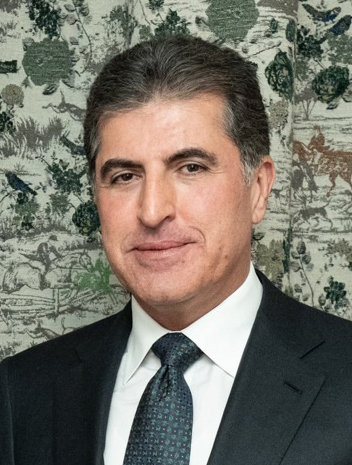
Nêçîrvan Barzanî (2025)

Nêçîrvan Barzanî oder Nidschirfan Barzani (arabisch نيجيرفان بارزاني, kurdisch نێچیرڤان ئیدریس بارزانی Nêçîrvan Îdrîs Barzanî; * 1966 im Gouvernement Erbil) ist ein irakischer kurdischer Politiker. Er ist ehemaliger Ministerpräsident und seit 2019 Präsident der Autonomen Region Kurdistan.
Sein Vorname Nêçîrvan bedeutet Jäger. Barzanî ist ein Enkel des DPK-Gründers Mustafa Barzani und Sohn von Idris Barzani. Dilovan Barzani (* 1966; † 2. April 2018) war sein Zwillingsbruder. Masud Barzani ist sein Onkel.  Barzani ist mit Nabila Barzani verheiratet und hat 3 Söhne und 2 Töchter.
1975 verließen er und seine Familie den Irak und wanderten in den Iran aus. Dort studierte er ab 1984 an der Universität in Teheran Politik. 1987 starb sein Vater Idris Barzani plötzlich, worauf er das Studium abbrach. Er begleitete seinen Vater oft auf dessen diplomatischen Reisen, sodass sich schon damals sein zukünftiger Werdegang andeutete.
Er wurde in der Jugendabteilung der DPK aktiv und wurde auf ihrem zehnten Kongress 1989 ins Zentralkomitee der DPK gewählt. 1993 wurde er wieder gewählt und bekam eine Position im Politbüro der Partei.
Nach dem zweiten Golfkrieg 1991 führte er Verhandlungen mit der damaligen irakischen Regierung. 1996 wurde er zum stellvertretenden Ministerpräsidenten des kurdischen Parlamentes in Erbil gewählt. Zwischen 1999 und 2009 war er Ministerpräsident der Regionalregierung. Sein Nachfolger war Barham Salih. Seit April 2012 ist er wieder Ministerpräsident der kurdischen Regionalregierung.
Am 28. Mai 2019 wurde Nechirvan Barzani mit 68 Stimmen von 81 Abgeordneten zum Präsidenten der Region Kurdistan gewählt. Nechirvan Barzani wurde im Juni 2019 als Präsident der Region Kurdistan vereidigt.